# Ina-Alice Kopp
Ina-Alice Kopp (* 10. März 1981 in St. Pölten, Niederösterreich) ist eine österreichische Schauspielerin, die unter anderem in Fernsehserien und in Kino- und Fernsehfilmen auftritt, aber auch seit 1986 als Theaterschauspielerin aktiv ist. Neben ihrer Schauspielerkarriere arbeitet sie in China, Japan sowie in Zentral- und Osteuropa als Model und spielt auch dort in verschiedenen Film- und Fernsehproduktionen mit.

## Leben
Die in der niederösterreichischen Landeshauptstadt St. Pölten geborene Kopp begann ihre Karriere als Theaterschauspielern im Jahre 1986 als Fünfjährige im Landestheater St. Pölten. Noch in sehr jungen Jahren begann sie an der Musikschule in St. Pölten eine Ausbildung zur Pianistin und begann parallel dazu an der „Ballettschule Papez“ in St. Pölten ihre Ausbildung zur Balletttänzerin. Am Kirchenkonservatorium ihrer Geburtsstadt erhielt sie außerdem eine Musical-Ausbildung und zog bald darauf in die Bundeshauptstadt Wien, wo sie ihre Ausbildung fortsetzte. Nachdem sie bereits einige Erfahrung in der Musicaltheorie gesammelt hatte, erlernte sie an den Performing Arts Studios Vienna die dazugehörige Praxis. Am Wiener Konservatorium wurde sie im Jazzgesang und im Bereich Drama ausgebildet. Eine klassische Stimmausbildung an der „Viennamusicschool“ sowie 2009 eine Fortbildung im „LA Connection Comedy Club“ bzw. im nunmehrigen „LA Connection Comedy Theater“ in Sherman Oaks, einem Stadtteil von Los Angeles, folgten.
Ihre Schulausbildung schloss Kopp mit einem Bachelor in Sinologie an der Universität Wien ab und besuchte des Weiteren einen Lehrgang an der Wirtschaftsuniversität Wien sowie ein Chinesisch-Studium an der Fudan-Universität in Shanghai, China. Neben ihrer schulischen Ausbildung erlernte Kopp verschiedene Tanzstile wie den Balletttanz, den Jazz Dance, den Stepptanz, die Standardtänze sowie die Lateinamerikanischen Tänze und den Historischen Tanz. Zu den Hobbys und bevorzugten Sportarten von Kopp zählen Akrobatik, Fechten und der Pferdesport. Weiters spricht die sich selbst als „Viertelitalienerin“ bezeichnende Kopp mit Englisch, Italienisch, Französisch, Spanisch und Chinesisch fünf verschiedene Fremdsprachen.
Am Anfang ihrer Karriere war Kopp in Werbespots und auf Plakatwänden zu sehen und fand erst mit der Zeit in die Film- und Fernsehschauspielerei. Neben ihrer Schauspielerkarriere arbeitet sie als Model und Fotomodell in China, Japan sowie Zentral- und Osteuropa. Eine der Hauptrollen spielte Kopp 2005 in der nur kurzlebigen Kinderfernsehserie „Die Country Kids aus der Steiermark“ auf ORF 1 sowie in der ebenfalls nur sehr kurzlebigen Serie „Ex – Eine romantische Komödie“, wo sie in allen sechs Folgen auftrat. Zu weiteren zwei Kurzauftritten kam sie 2008 in der österreichischen Familienserie „Oben ohne“ sowie 2009 in einer Episode von Schnell ermittelt. Daneben trat sie ab dem Jahre 2005 in einigen Kurzfilmen auf, belegte aber auch bei größeren Filmproduktionen wie beim Film „Klimt“ (2006) oder „Daniel Käfer – Die Schattenuhr“ einige kleinere Nebenrollen.
Ab dem Jahre 2008 stand sie an der Seite von John Savage, Danny Nucci, David Charvet, Hayley Marie Norman uvm. für den Actionfilm „Nephilim“ vor der Kamera.
Als Fotomodell stand Ina-Alice Kopp für einige prominente Fotografen vor der Kamera, etwa für den berühmten österreichischen Fotografen Manfred Baumann. Im Jahre 1998 gewann Kopp im Bereich Piano den Prima la musica, fünf Jahre später wurde sie mit dem österreichischen Youngster of Arts-Award ausgezeichnet. Ihre Hauptwohnsitze hat sie in Wien und Los Angeles.

## Filmografie (Auswahl)

### Fernsehserien
- 2005: Die Country Kids aus der Steiermark (alle 13 Folgen)
- 2008: Oben ohne (2 Folgen)
- 2008: Ex – Eine romantische Komödie (alle 6 Folgen)
- 2009: Schnell ermittelt (1 Folge)
- 2012: Glee (1 Folge)
- 2013: Paul Kemp – Alles kein Problem – Familienbande
- 2017: SOKO Kitzbühel – Alte Schuld
- 2022: Landkrimi – Steirergeld (Fernsehreihe)

### Filmauftritte
| - 2005: Dreamscape (Kurzfilm) - 2006: Klimt - 2006: Macht der Gefühle (Kurzfilm) - 2006: Driven (Kurzfilm) - 2006: Rückkehr ins Leben (Kurzfilm) - 2006: Thank you stars - 2007: 7 Sekunden – Geschichten vom Verlieben - 2008: Daniel Käfer – Die Schattenuhr | - 2009: Der Teufel mit den drei goldenen Haaren - 2009: Death of a Sheikh - 2009: Die ewige Wiederkehr des Gleichen - 2009: The World’s Shortest Fairy Tale - 2009: Macau Chase - 2010: Nephilim (bereits 2008 gedreht) - 2015: Flytrap |

## Theaterauftritte (Auswahl)
- 1990: Der fidele Bauer (Ballett; Theater St. Pölten)
- 1990: Max und Moritz (Ballett; Theater St. Pölten)
- 1991: Ein Sommer auf dem Lande (A Summer in the Countryside; Ballett; Theater St. Pölten)
- 1992: The Birthday Party (Ballett; Theater St. Pölten)
- 1992: Der Nussknacker (Ballett; Theater St. Pölten)
- 2000: Minishow (Performing Arts Studios Vienna)
- 2002: Jedermann (Volkstheater in den Bezirken; Wien)
- 2004: The Poetry of Modern Writers (Viennese Society of Literature; Wien)
- 2004: Apartes, Amuesantes, Amouroeses (Chanson; Konservatorium Wien Privatuniversität)
- 2005: Unter der Berücksichtigung der Langstreckenflugkörper für den Weltfrieden (Dietheater Künstlerhaus; Wien)
- 2006: Viel Lärm um nichts (Rosenburg Shakespeare Festspiele Baden)
- 2006: Duineser Elegien (Theater Drachengasse; Wien)

## Preise und Auszeichnungen
- 1998: Gewinner des Prima la musica (Piano)
- 2003: Youngster of Arts
- Huading Award für ihre Rolle in Departed Heroes (Yuan Qu De Fei Ying)[3]
- Best Actress beim iHolly-Filmfestival in Los Angeles für ihre Darstellung in Flytrap[3]